# Гелікон (духовий інструмент)
Гелікон (від грец. Ἕλιξ  - кручений, вигнутий) мідний духовий інструмент (аерофон) сімейства бюгельгорнів, різновид туби. Низький за звучанням мідний духовий інструмент, переважно використовується лише в духових оркестрах. У симфонічних оркестрах гелікон практично не використовується, тому що його замінює концертна туба (звучання цих інструментів схоже). Популярність гелікона в духових оркестрах пов'язана з зручністю його використання при грі стоячи або на ходу: у порівнянні з тубою, для якої при тривалій грі для компенсації ваги необхідно використовувати ремені, гелікон за рахунок своєї конструкції і розташування при грі (інструмент вішається на ліве плече через голову) краще розподіляє свою вагу. У кінних духових оркестрах це зручність набуває ще більшого значення — виконавець може грати на геліконі, звільнивши одну руку (або навіть обидві руки) для управління конем. Гелікон був винайдений в Росії в першій пол. XIX ст. базуючись на будові туби, має популярність у центральній і східній Європі.
Сузафон — різновид гелікона який найчастіше використовується.